# Fernando Valadés
Fernando Teodoro Valadés Lejarza, (Mazatlán, Sinaloa, 1 de abril de 1920 - Ciudad de México, 14 de diciembre de 1978) fue un compositor, pianista y cantante mexicano de boleros, más conocido como Fernando Valadés.

## Biografía
Realizó estudios musicales de manera autodidacta y recibió lecciones privadas de piano. Trasladado a la Ciudad de México en 1937, ese año ingresó a la radiodifusora XEQ como pianista acompañante. Unos meses después presentó su primera canción, Te diré adiós, que tuvo mucho éxito. Hizo giras artísticas por México, Estados Unidos , Argentina, Brasil, España y Francia, interpretando sus propias canciones. Víctima de la agresión de algunos de sus compañeros de orquesta, fue colocado en las vías del ferrocarril, en las afueras de la Ciudad de México, y así perdió las piernas. Después de un largo proceso de recuperación volvió a componer canciones, ahora en un tono amargo y nostálgico, las cuales se consideran su repertorio más representativo. Influenciado por Lara y Curiel, la mayor parte de su obra se apega al estilo del bolero mexicano de los años cincuenta, aunque sus grabaciones se distinguieron por sus espléndidos arreglos instrumentales. Compuso alrededor de 100 canciones, entre las que se encuentran Ansias de amar, Asómate a mi alma, Aunque tengas que llorar, Estamos en paz, Lo de más es lo de menos y Si yo vuelvo a San Antonio.
A los 18 años de edad compuso Te diré adiós, canción que tuvo éxito y lo animó a seguir produciendo. El mismo cantaba y ejecutaba sus creaciones acompañándose al piano y en ocasiones de tríos. Grabó más de 100 composiciones y recorrió actuando en México, Centro y Sudamérica, los países del Caribe, así como en Estados Unidos.
Algunas de sus canciones han sido grabadas por artistas como: Trío Los Astros, Ángela Carrasco, Fernando Villalona, Virginia López, Elisa Pérez Meza, Trío Los Zafiros, Lucía Méndez, entre otros.
Entre sus composiciones más conocidas, destacan:
- Asómate a mi alma
- El Diccionario
- Por qué no he de llorar
- Ansias de Amor
- Bogotana querida
- Ojitos Salvadoreños
- Coatepeque
- Costa Rica
- Regalo del Cielo
- Aunque tengas que llorar
- Cántale mar
- Mala muy mala
- Culparé al Destino
- Estamos en Paz
- Mi Última Carta
- Lo de más es lo de menos
- Si yo vuelvo a San Antonio